# نسيج حشوي

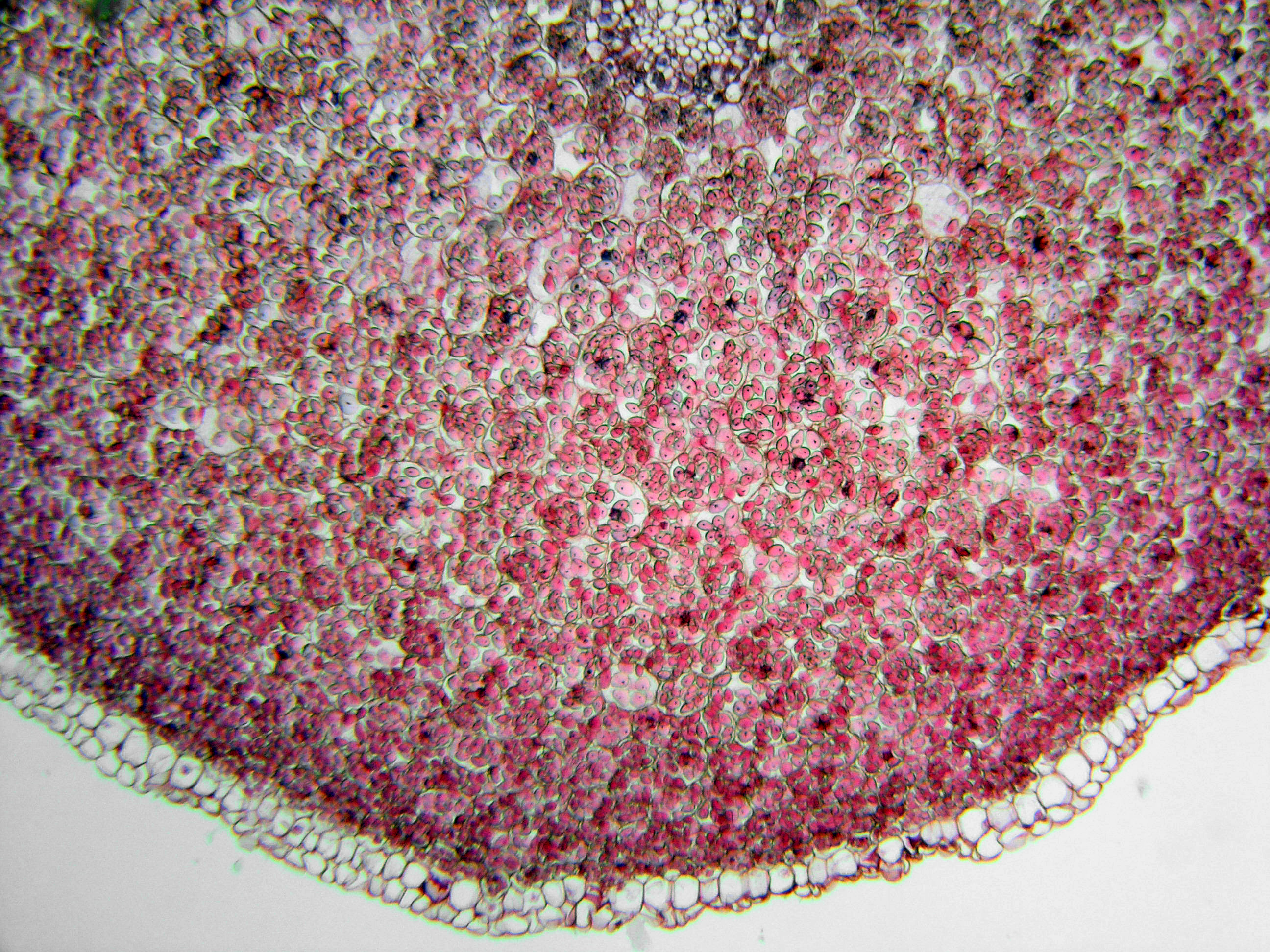

البرنشيمة أو المتن أو النسيج الحشوي (بالإنجليزية: Parenchyma) هو نسيج حيوي خلوي من الأنسجة الأرضية، وهو الأكثر شيوعًا وتنوعًا من بين الأنسجة الأرضية، فهو يشكل، على سبيل المثال، قشرة ولباب الساق، وقشرة الجذور، والنسيج المتوسط في الأوراق، واللب في الثمار، والسويداء في البذور.
خلايا المتن هي خلايا حية ويمكن أن تبقى بارضية عند اللزوم، بمعنى أنها قادرة على الانقسام لأنها تحافظ على الجبلة المجردة (بالإنجليزية: Protoplast). لديها جدران سليلوزية للخلايا تكون رقيقة ولكن مرنة، وتصبح عمومًا مضلعة عندما تصطف بتراص، بينما تكون كروية تقريبًا إذا كانت معزولة عن جيرانها. لديها فجوات مركزية كبيرة، مما يسمح للخلايا بتخزين وتنظيم الشوارد والمخلفات والماء.

## الخلايا البرنشمية
1. خلايا حية تتكون من جدار ابتدائي رفيع
2. شكلها إما أن يكون كروي أو مكعب
3. ولكن لا توجد بينها مسافات بينية أو فراغات بينية
4. توجد في سيقان وقشرة النباتات الرخوية
5. وظيفتها يحدث فيها تفاعلات الأيض
6. التفاعلات الكميوحيوية
7. وكذلك تخزن المواد الغذائية